# 黄河调水调沙工程
黄河调水调沙工程指利用黄河上的水库对水和沙进行调节，力求以最少的水量输送最多的泥沙，从而减轻下游河道淤积，甚至达到冲刷的效果，使黄河下游河床不再抬高。
调水调沙的主要手段是通过水库的集中大量泄水，以较大的流量集中下泄，形成人造洪峰，加大对下游河床的冲刷能力。
自2002年起，黄河每年均进行一次调水调沙，而经过前4次调水调沙，已将3亿多吨河道上的淤沙冲入大海，黄河下游河槽平均下降1米，过流能力从1800立方米每秒提高到3500立方米每秒。